# Medo de sentir
Medo de sentir ([ˈmedu dɨ se᷉ˈtiɾ], Angst om te voelen) is een lied geschreven en gecomponeerd door Marta Carvalho. Elisa Silva won op 8 maart 2020 het Festival da Canção met dit nummer en zou dit als de Portugese inzending voor het Eurovisiesongfestival 2020 uitvoeren in Rotterdam tijdens de tweede halve finale op 14 mei. Wegens de coronapandemie werd deze editie van het Eurovisiesongfestival echter geannuleerd.